# Mistrovství světa juniorů v klasickém lyžování 2013
Mistrovství světa juniorů v klasickém lyžování 2013 se konalo ve dnech 20. ledna – 27. ledna 2013 v areálech u severočeského krajského města Liberec. Akce navazovala na mistrovství světa v klasickém lyžování v roce 2009.
Závodů se účastnilo celkem 652 sportovců z 36 zemí.
Nejúspěšnějšími účastníky se stali Rus Dmitrij Rostovcev a Němec Manuel Faißt, kteří získali shodně po třech zlatých medailích. Cenu Marca Hodlera pro nejúspěšnější výpravu získali reprezentanti Německa.

## Organizace
Liberec získal kandidaturu při podzimním zasedání rady Mezinárodní lyžařské federace v Curychu 14. listopadu 2009.
- Ředitel závodu – Oto Linhart
- Předsedové organizačního výboru – Roman Kumpošt (SLČR), Lukáš Sobotka (SLČR), David Trávníček (Sport Invest), Jiří Bis (United Sport Partners), Zuzana Kocumová (zástupce Libereckého kraje), Petr Graclík (generální sekretář SLČR)

### Rozpočet
Jak uvedl ředitel závodu Oto Linhart v prvním sestřihu České televize na pořádání se složili:
- Svaz lyžařů České republiky (SLČR) – 500 000 €
- Liberecký kraj – 500 000 €
- sponzorské příspěvky

### Patroni závodů
- Roman Koudelka – skoky na lyžích, juniorský mistr světa z Tarvisia 2007 na HS-100
- Martin Jakš – běh na lyžích, stříbrný junior z Kranje 2006 na 5 km klasicky a držitel bronzu z olympiády ve Vancouveru 2010 ve štafetě 4×10 km
- Miroslav Dvořák – severská kombinace, trojnásobný bronzový junior z Rovaniemi 2005 ve štafetě HS-100/4×5 km a z Kranje 2006 v individuálních závodech na HS-109/5 km a HS-109/10 km

## Sportoviště

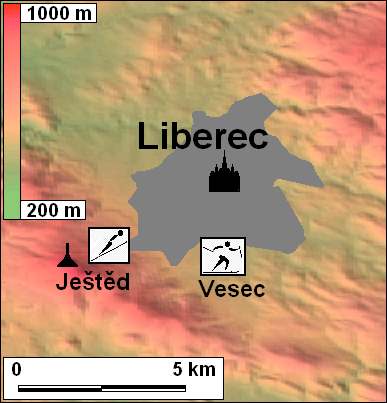
Poloha sportovišť v rámci města Liberec

### Běžecký areál – Vesec
Běžecké části závodů se uskutečnili ve sportovním areálu Vesec, který leží na jižním okraji Liberce a byl dokončen v roce 2008. Byl vybudován v souvislosti s mistrovstvím světa v klasickém lyžování 2009.
Na stadionu ve Vesci začínají a končí všechny okruhy. Vyrostla zde také budova pro technické a organizační zázemí jednotlivých závodů. Okolím stadionu vede systém náročných tratí, jejichž kombinacemi lze dosáhnout různé délky podle požadavku a typů závodů. Areál je současně vybaven nejmodernějším zasněžovacím systémem.
V létě slouží vyznavačům horských kol, inline bruslení a atletům. V mimozávodním období ho může využívat také veřejnost.

### Skokanský areál – Ještěd
Skokanské závody se uskutečnili v areálu Ještěd, který se nachází na severní straně Ještědského hřebene v nadmořské výšce od 653 m n. m. (dojezd) do 788 m n. m. (nájezd). Můstky vyrostly na severním svahu Ještědu v 70. letech minulého století a nesou nezaměnitelný autorský rukopis Miloslava Bělonožníka, dlouholetého předsedy komise FIS pro skokanské můstky.
Areál disponuje dvěma skokanskými můstky HS-134 a HS-100. Oba můstky jsou osvětleny intenzitou 1000 luxů, proto se zde závody mohou konat i ve večerních hodinách.
V zdálenost mezi oběma areály je cca 20 min jízdy autem.

## Počasí
Během mistrovství světa juniorů se venkovní teplota stabilně držela pod bodem mrazu. Organizátoři však museli běžecké tratě uměle dosněžovat kvůli následné úpravě běžecké stopy.   

## Věkové kategorie
Mistrovství světa se účastnili dvě věkové kategorie závodníků:
- (U20) junioři do 20 let – ročníky 1993 a mladší
- (U23) závodníci do 23 let – ročníky 1990–1992, pouze běhy na lyžích

## Program
21.01.2013
- Sprint mužů a žen (U20)

22.01.2013
- Sprint mužů a žen (U23)

23.01.2013
- Závod volnou technikou mužů a žen (U20)
- Severská kombinace – G

24.01.2013
- Závod volnou technikou mužů a žen (U23)
- Skoky na lyžích mužů a žen

25.01.2013
- Skiatlon mužů a žen (U20)
- Severská kombinace – G (sprint)

26.01.2013
- Skiatlon mužů a žen (U23)
- Skoky na lyžích družstev mužů a žen
- Severská kombinace družstev – G

27.01.2013
- Štafety mužů a žen (U20)

## Výsledky

### Běhy na lyžích (U20 a U23)
| Muži     | Styl         | Kategorie | Zlato                                                                                                 | Zlato              | Stříbro | Stříbro   | Bronz                                                                                           | Bronz     |
| -------- | ------------ | --------- | --- | ------------------ | --- | --------- | ----------------------------------------------------------------------------------------------- | --------- |
| 1300 m   | Sprint C     | U20       | Lennart Metz (GER)                                                                                    | Lennart Metz (GER) | Vadim Koroljov (RUS)                                                                                          | +2,6s     | Bjørn Vidar Suhr (NOR)                                                                          | +4,6s     |
| 1300 m   | Sprint C     | U23       | Federico Pellegrino (ITA)                                                                             | PF                 | Juho Mikkonen (FIN)                                                                                           | PF        | Jevgenij Bělov (RUS)                                                                            | PF        |
| 10 km    | F            | U20       | Dmitrij Rostovcev (RUS)                                                                               | 23:32,5            | Vadim Koroljov (RUS)                                                                                          | 23:49,3   | Bjørn Vidar Suhr (NOR)                                                                          | 23:50,1   |
| 15 km    | F            | U23       | Sergej Usťugov (RUS)                                                                                  | 35:44,1            | Jevgenij Bělov (RUS)                                                                                          | 36:03,8   | Thomas Bing (GER)                                                                               | 36:26,5   |
| 10/10 km | Skiatlon C/F | U20       | Dmitrij Rostovcev (RUS)                                                                               | 47:40,2            | Arťom Malcev (RUS)                                                                                            | 47:44,1   | Alexej Červotkin (RUS)                                                                          | 47:45,4   |
| 15/15 km | Skiatlon C/F | U23       | Sergej Usťugov (RUS)                                                                                  | 1:11:37,1          | Jevgenij Bělov (RUS)                                                                                          | 1:11:39,6 | Mark Starostin (KAZ)                                                                            | 1:12:09,5 |
| 4×5 km   | Štafeta C/F  | U20       | C – Alexej Červotkin (RUS) C – Arťom Malcev (RUS) F – Roman Tarasov (RUS) F – Dmitrij Rostovcev (RUS) | 45:35,5            | C – Bjørn Vidar Suhr (NOR) C – Simen Hegstad Krüger (NOR) F – Magne Haga (NOR) F – Håvard Solås Taugbøl (NOR) | 45:54,2   | C – Oskar Svensson (SWE) C – Marcus Ruus (SWE) F – Oscar Ivars (SWE) F – Rasmus Hörnfeldt (SWE) | 46:27,7   |

| Ženy       | Styl         | Kategorie | Zlato                                                                                             | Zlato               | Stříbro | Stříbro | Bronz                                                                                             | Bronz   |
| ---------- | ------------ | --------- | ------------------------------------------------------------------------------------------------- | ------------------- | --- | ------- | ------------------------------------------------------------------------------------------------- | ------- |
| 1300 m     | Sprint C     | U20       | Stina Nilsson (SWE)                                                                               | Stina Nilsson (SWE) | Victoria Carl (GER)                                                                                             | +1,9s   | Jevgenija Osčepkova (RUS)                                                                         | +2,5s   |
| 1300 m     | Sprint C     | U23       | Jelena Soboljova (RUS)                                                                            | PF                  | Sandra Ringwald (GER)                                                                                           | PF      | Hanna Kolb (GER)                                                                                  | PF      |
| 5 km       | F            | U20       | Victoria Carl (GER)                                                                               | 12:35,3             | Teresa Stadlober (AUT)                                                                                          | 12:39,6 | Anastasija Sjedova (RUS)                                                                          | 12:46,7 |
| 10 km      | F            | U23       | Ragnhild Haga (NOR)                                                                               | 27:50,4             | Anastasija Slonova (KAZ)                                                                                        | 28:19,9 | Debora Agreiter (ITA)                                                                             | 28:20,3 |
| 5/5 km     | Skiatlon C/F | U20       | Teresa Stadlober (AUT)                                                                            | 27:13,0             | Naděžda Šuňajeva (RUS)                                                                                          | 27:19,6 | Alisa Žambalova (RUS)                                                                             | 27:23,9 |
| 7,5/7,5 km | Skiatlon C/F | U23       | Ragnhild Haga (NOR)                                                                               | 40:16,9             | Debora Agreiter (ITA)                                                                                           | 40:18,0 | Kari Øyre Slind (NOR)                                                                             | 40:19,2 |
| 4×3,3 km   | Štafeta C/F  | U20       | C – Julia Swan (SWE) C – Sofia Henriksson (SWE) F – Jonna Sunddling (SWE) F – Stina Nilsson (SWE) | 35:41,1             | C – Alisa Žambalova (RUS) C – Natalija Něprjajeva (RUS) F – Anastasija Sjedova (RUS) F – Naděžda Šuňajeva (RUS) | 35:43,3 | C – Laura Gimmler (GER) C – Katharina Hennig (GER) F – Julia Belger (GER) F – Victoria Carl (GER) | 36:31,4 |

### Skoky na lyžích (U20)
| Muži            | Zlato                                                                     | Zlato  | Stříbro                                                                                         | Stříbro | Bronz                                                                               | Bronz  |
| --------------- | ------------------------------------------------------------------------- | ------ | ----------------------------------------------------------------------------------------------- | ------- | ----------------------------------------------------------------------------------- | ------ |
| HS-100          | Jaka Hvala (SLO)                                                          | 283,5  | Klemens Muranka (POL)                                                                           | 264,0   | Stefan Kraft (AUT)                                                                  | 258,5  |
| HS-100 Družstva | Anže Semenič (SLO) Ernest Prislič (SLO) Cene Prevc (SLO) Jaka Hvala (SLO) | 1086,5 | Bartłomiej Kłusek (POL) Krzysztof Biegun (POL) Aleksander Zniszczoł (POL) Klemens Muranka (POL) | 1062,0  | Karl Geiger (GER) Michael Dreher (GER) Tobias Löffler (GER) Andreas Wellinger (GER) | 1038,5 |

| Ženy            | Zlato                                                                    | Zlato  | Stříbro                                                                         | Stříbro | Bronz                                                                               | Bronz |
| --------------- | ------------------------------------------------------------------------ | ------ | ------------------------------------------------------------------------------- | ------- | ----------------------------------------------------------------------------------- | ----- |
| HS-100          | Sara Takanaši (JPN)                                                      | 268,0  | Evelyn Insam (ITA)                                                              | 259,5   | Katja Požun (SLO)                                                                   | 253,5 |
| HS-100 Družstva | Urša Bogataj (SLO) Ema Klinec (SLO) Špela Rogelj (SLO) Katja Požun (SLO) | 1009,0 | Léa Lemare (FRA) Océane Avocat-Gros (FRA) Julia Clair (FRA) Coline Mattel (FRA) | 787,0   | Ramona Straub (GER) Pauline Heßler (GER) Svenja Würth (GER) Katharina Althaus (GER) | 762,0 |

### Severská kombinace (U20)
| Muži   | Styl       | Zlato                                                                         | Zlato   | Stříbro                                                                                | Stříbro | Bronz                                                                           | Bronz   |
| ------ | ---------- | ----------------------------------------------------------------------------- | ------- | -------------------------------------------------------------------------------------- | ------- | ------------------------------------------------------------------------------- | ------- |
| HS-100 | Sprint G   | Manuel Faißt (GER)                                                            | 11:49,4 | Theo Hannon (FRA)                                                                      | 11:52,0 | Kristjan Ilves (EST)                                                            | 12:14,6 |
| 5 km   | Sprint G   | Manuel Faißt (GER)                                                            | 11:49,4 | Theo Hannon (FRA)                                                                      | 11:52,0 | Kristjan Ilves (EST)                                                            | 12:14,6 |
| HS-100 | G          | Manuel Faißt (GER)                                                            | 24:51,0 | David Welde (GER)                                                                      | 25:02,3 | Han-Hendrik Piho (EST)                                                          | 25:10,5 |
| 10 km  | G          | Manuel Faißt (GER)                                                            | 24:51,0 | David Welde (GER)                                                                      | 25:02,3 | Han-Hendrik Piho (EST)                                                          | 25:10,5 |
| HS-100 | Družstva G | Michael Schuller (GER) Jakob Lange (GER) David Welde (GER) Manuel Faißt (GER) | 47:46,9 | Franz-Josef Rehrl (AUT) Paul Gerstgraser (AUT) Thomas Jöbstl (AUT) Philipp Orter (AUT) | 47:56,9 | Go Jamamoto (JPN) Go Sonehara (JPN) Šota Gorigome (JPN) Takehiro Watanabe (JPN) | 48:49,8 |
| 4×5 km | Družstva G | Michael Schuller (GER) Jakob Lange (GER) David Welde (GER) Manuel Faißt (GER) | 47:46,9 | Franz-Josef Rehrl (AUT) Paul Gerstgraser (AUT) Thomas Jöbstl (AUT) Philipp Orter (AUT) | 47:56,9 | Go Jamamoto (JPN) Go Sonehara (JPN) Šota Gorigome (JPN) Takehiro Watanabe (JPN) | 48:49,8 |

### Legenda
- U20 – do 20 let
- U23 – do 23 let
- C – klasický způsob lyžování (Classic style)
- F – volný způsob lyžování (Free style)
- G – Gundersen (nejprve skok na lyžích a následný přepočet bodů na sekundy do stíhacího závodu v běhu na lyžích)
- HS – délka svahu (Hill Size)
- PF – cílová fotografie (Photo Finnish)

## Česká stopa

### Běhy na lyžích
| Jméno                | Datum n.   | Poh. | Kat. | Klub                        | SPR | VZP | SKT | ŠTA |
| -------------------- | ---------- | ---- | ---- | --------------------------- | --- | --- | --- | --- |
| Jan Bartoň           | 29.01.1990 | M    | U23  | Dukla Liberec               | 19. | –   | –   | –   |
| Michal Bartůněk      | 16.05.1993 | M    | U20  | Ski klub Jablonec nad Nisou | 41. | –   | –   | –   |
| Adam Fellner         | 10.08.1993 | M    | U20  | Fenix Ski Team Jeseník      | –   | 54. | 60. | 13. |
| Jakub Gräf           | 11.09.1991 | M    | U23  | Dukla Liberec               | –   | 43. | 45. | –   |
| Karolína Grohová     | 21.11.1990 | Ž    | U23  | Dukla Liberec               | 11. | 30. | 37. | –   |
| Ludmila Horká        | 14.01.1992 | Ž    | U23  | ČKS Ski Jilemnice           | –   | 35. | 42. | –   |
| Petra Hynčicová      | 01.05.1994 | Ž    | U20  | Dukla Liberec               | 38. | 37. | 44. | 9.  |
| Lucie Charvátová     | 01.02.1993 | Ž    | U20  | ČKS Ski Jilemnice           | 16. | 16. | –   | 9.  |
| Šárka Klaclová       | 21.04.1993 | Ž    | U20  | SK Nové Město na Moravě     | 37. | –   | 50. | –   |
| Petr Knop            | 12.05.1994 | M    | U20  | Ski klub Jablonec nad Nisou | 38. | 21. | 11. | 13. |
| Jacob Kordutch       | 25.04.1994 | M    | U20  | Ski Sokol Stachy            | –   | 77. | 35. | 13. |
| Daniel Máka          | 26.02.1992 | M    | U23  | Dukla Liberec               | 37. | 60. | –   | –   |
| Petra Nováková       | 17.08.1993 | Ž    | U20  | LK Slovan Karlovy Vary      | –   | 14. | 13. | 9.  |
| Karolína Preislerová | 22.01.1994 | Ž    | U20  | Ski klub Jablonec nad Nisou | –   | 57. | 49. | 9.  |
| Jakub Radl           | 01.04.1992 | M    | U23  | LK Slovan Karlovy Vary      | –   | 48. | lap | –   |
| Petr Remeš           | 17.04.1994 | M    | U20  | Ski Skuhrov nad Bělou       | 23. | –   | –   | 13. |
| Sandra Schützová     | 21.10.1991 | Ž    | U23  | ČKS Ski Jilemnice           | 12. | 32. | 33. | –   |
| Jan Šrail            | 18.12.1990 | M    | U23  | SK Nové Město na Moravě     | 45. | 44. | 32. | –   |
| Filip Žižka          | 06.03.1993 | M    | U20  | Lokomotiva Teplice          | 57. | 58. | 66. | –   |

### Skoky na lyžích
| Jméno               | Datum n.   | Poh. | Klub                      | JED | DRU |
| ------------------- | ---------- | ---- | ------------------------- | --- | --- |
| Barbora Blažková    | 23.09.1997 | Ž    | JKL Desná                 | 36. | 7.  |
| Michaela Doleželová | 12.07.1994 | Ž    | TJ Sokol Kozlovice        | 8.  | 7.  |
| Tomáš Friedrich     | 02.02.1995 | M    | SK Ještěd Liberec         | 26. | 9.  |
| Zdena Pešatová      | 18.01.1999 | Ž    | JKL Desná                 | 37. | 7.  |
| Michaela Rajnochová | 30.05.1997 | Ž    | TJ Frenštát pod Radhoštěm | 31. | 7.  |
| Filip Sakala        | 21.05.1996 | M    | TJ Frenštát pod Radhoštěm | 55. | 9.  |
| Jan Souček          | 30.01.1994 | M    | LSK Lomnice nad Popelkou  | 35. | 9.  |
| Vojtěch Štursa      | 30.05.1997 | M    | SK Nové Město na Moravě   | 16. | 9.  |

### Severská kombinace
| Jméno         | Datum n.   | Klub                     | GSP | GUN | DRU |
| ------------- | ---------- | ------------------------ | --- | --- | --- |
| Martin Dufek  | 15.02.1996 | LSK Lomnice nad Popelkou | –   | –   | 10. |
| Adam Oplištil | 01.01.1993 | Dukla Liberec            | 37. | 34. | 10. |
| Tomáš Portyk  | 06.04.1996 | LSK Lomnice nad Popelkou | 9.  | 7.  | 10. |
| Tomáš Vančura | 10.09.1996 | Dukla Liberec            | 53. | –   | –   |
| Martin Zeman  | 01.07.1993 | Dukla Liberec            | 29. | 30. | 10. |

### Legenda
- SPR – sprint
- VZP – volný způsob
- SKT – skiatlon
- ŠTA – štafeta
- JED – jednotlivci
- DRU – družstva
- GSP – Gundersen (sprint)
- GUN – Gundersen